# Carl August Walbrodt
Carl August Walbrodt foi um jogador de xadrez da Alemanha, nascido em Amsterdã. Disputou vários torneios entre 1890 e 1898 sendo o melhor resultado o 2º lugar em Berlim, vencido por Rudolf Charousek. Em partidas, venceu Emil Schallopp (1891), Curt von Bardeleben (1892) e Jacques Mieses (1894). Perdeu para Harry Pillsbury (1893), Siegbert Tarrasch (1894) e Dawid Janowski (1897).

## Principais resultados em torneios[4]
| Data | Local       | Colocação | Observações                                                                                            |
| ---- | ----------- | --------- | --- |
| 1895 | Hastings    | 11        | |
| 1896 | Nuremberga  | 7-8       | Empatado com Carl Schlechter                                                                           |
| 1896 | Budapeste   | 6-7       | Empatado com Szymon Winawer                                                                            |
| 1897 | Berlim 1897 | 2         | Vencido por Rudolf Charousek, com participação de Joseph Henry Blackburne, Dawid Janowski e Amos Burn. |
| 1898 | Viena       | 15        | |